# 이희숙 (사업가)

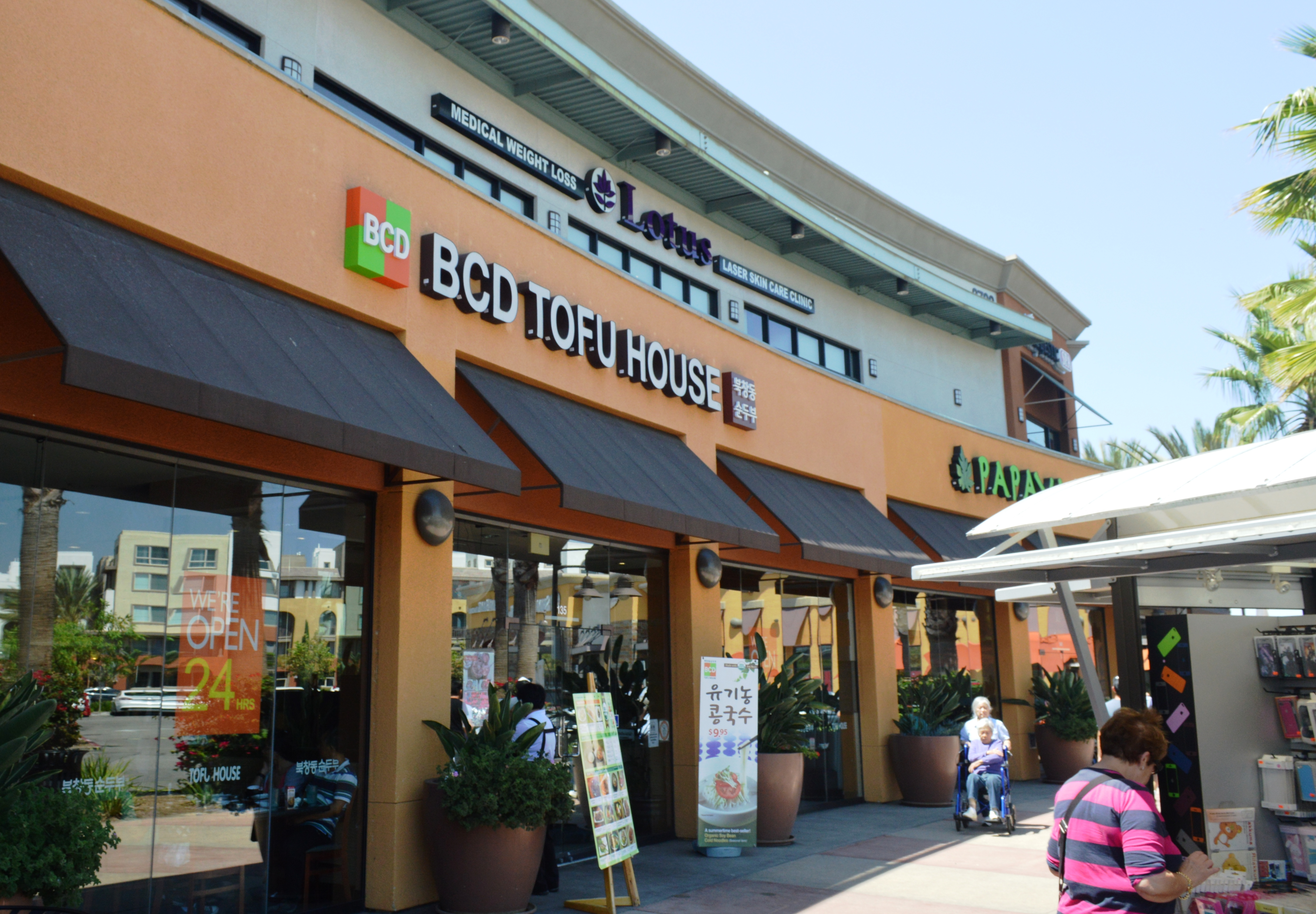
미국 캘리포니아주 어바인에 위치한 BCD Tofu House

이희숙(1959년 6월 24일 ~ 2020년 7월 18일)은 대한민국에서 태어난 미국의 여성사업가이자 BCD Tofu House 식당 체인점을 설립한 인물이다.

## 생애
홍영표와 박춘자의 딸로서 서울특별시에서 태어났다. 아버지는 교사였다. 그가 장애인이 되면서 희숙과 어머니는 가계를 지원하기 위해 식당에서 일했다. 희숙은 그래픽 디자인을 공부하고 1994년 산타모니카 칼리지를 졸업했다.

## 경력
남편과 자식과 함께 1989년 미국으로 건너갔다. 남편의 어머니가 식당을 했던 서울의 이웃 지역 북창동의 영어 이름 Buk Chang Dong을 따서 대중적인 BCD Tofu House 한식당 체인점을 설립했다. 1996년 4월 로스엔젤레스 근방의 코리아타운에서 1호점을 열었다. 특식이었던 순두부찌개는 그녀의 비밀 레시피를 통해 만들어졌다. 체인점은 10곳 이상의 지점으로 확장되었고 여기에는 댈러스와 뉴욕 코리아타운의 식당들이 포함된다. 시그너처 스프의 밀키트가 한국계 미국인 슈퍼마켓들에서 판매되었다.